# Pałac w Kościelnikach Górnych
Pałac w Kościelnikach Górnych – zabytkowy pałac we wsi Kościelniki Górne, w Polsce, w województwie dolnośląskim, w powiecie lubańskim, w gminie Leśna.

## Historia
W XVII wieku w tym miejscu wzniesiono dwór, który następnie przebudowano w XVIII wieku. Obecny pałac powstał w latach 1866–1867 w wyniku rozbudowy dworu. Obecnie budynek jest własnością prywatną.

## Architektura
Pałac to okazała budowla eklektyczna na rozczłonkowanym rzucie, dwu i trzykondygnacyjna, z wieżyczkami, tarasami i dwukondygnacyjnym poddaszem mieszkalno-użytkowym. Nakryta jest dachami mansardowymi i dwuspadowymi, oraz ma bogato zdobione elewacje.
Od frontu znajduje się główne wejście w piętrowym ryzalicie, zwieńczonym balustradą tarasu. W balustradzie kartusz z herbem rodzinnym, który według relacji mieszkańców wsi odpadł i się rozbił.
Budynek jest częścią zespołu pałacowego, w skład którego wchodzą zabudowania gospodarcze z początków XIX wieku, na które składają się: dwa budynki mieszkalne, stajnia, stodoła i spichrz. Za zabudowaniami mieszkalnymi ciągnie się park krajobrazowy z początków XIX wieku.

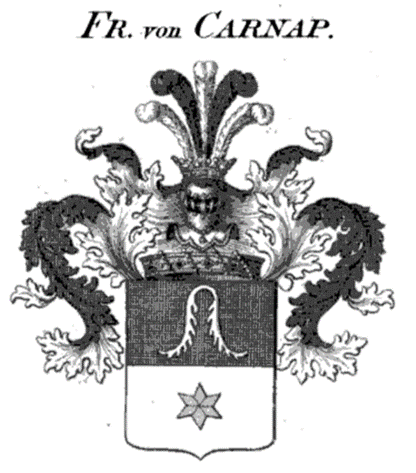
Herb rodziny von Carnap